# NekoPara
NekoPara (яп. ネコぱら, Некопара, скор. від Neko Paradise — «Котячий рай») — серія візуальних новел, які розробляє японський додзін-гурт NEKO WORKs, а також випускає для Windows (у Steam) видавець Sekai Project з кінця 2014 року. Серія складається з 5-и основних новел, 2-х фан-дисків та одного спін-офа.
На основі ігор виходили кілька аніме-адаптацій. Так, студія FelixFilm випустила 2 аніме у форматі OVA: NekoPara OVA (на основі NekoPara Vol. 1) у грудні 2017 року та NekoPara Extra OVA: The Kittens' First Promise в липні 2018 року разом з однойменною новелою, а з січня по березень 2020 року ця ж студія випускала 12-серійне аніме. З травня 2018 по січень 2019 року також виходила манґа-адаптація видавництва ASCII Media Works.

## Сюжет
У світі NekoPara в суспільстві разом з людьми співіснують неко (яп. ネコ, неко) — розумні генетично модифіковані гібриди людей та домашніх кішок. Попри те, що, по суті, вони є кимось на кшталт домашніх тварин, здебільшого люди ставляться до них як до рівних і дбають про них, як про своїх улюблениць або партнерок. Однак неко-дівчата мають скласти особливе випробування, за результатами якого буде ясно, чи зуміють вони, стримуючи свої природні котячі інстинкти, повноцінно жити в соціумі. Сюжетна історія серії новел NekoPara починається, коли один молодий талановитий кондитер вирушає "у вільне плавання" дорослим життям, щоб втілити свою мрію, а трохи згодом за ним слідом вирушать дві, а потім і решта неко-дівчат з його сім'ї разом з його молодшою сестрою. Наймолодшим неко ще належить отримати власні дзвіночки, щоб нарівні зі старшими сестрами мати незалежність та можливість без проблем влаштовуватися на роботу. Але вони впораються, бо прагнуть підтримати і допомогти своєму господареві в його справі.

### Vol. 1
Молодий кондитер Кашьо Мінадзукі переїжджає з родинної резиденції у велике місто Йокогама, щоб відкрити там кондитерську під назвою «La Soleil», почавши свою власну справу. Одного разу, розпаковуючи щойно привезені вантажниками речі, він знаходить у явно відмінних коробках двох неко з його сім'ї, Чоколу й Ваніллу. Кашьо має стійкий намір відправити їх назад додому, але неко переконують його дозволити їм залишитися з ним за умови подальшої допомоги від останніх. У підсумку він відкриває заклад "Patisserie La Soleil" (Кондитерська "Сонячна") разом з неко та бере їх на роботу. По ходу історії новели Чокола та Ванілла складають іспит на право носити дзвіночки, щоб у такій спосіб здобути певну незалежність і офіційний дозвіл на працевлаштування, а потім ще сильніше зближуються з господарем, пізніше стаючи його першими коханками. Також під час сюжету 1-ї частини Кашьо відвідує його молодша сестра Шіґуре та решта четверо інших неко родини Мінадзукі.

### Vol. 0
Приквел (передісторія) Vol. 1, що повною мірою описує розпорядок одного дня з життя 6-ох неко-дівчат та їхньої господині Шіґуре в Резиденції Мінадзукі.

### Vol. 2
Наприкінці оповідання 1-ї частини Шіґуре та решта неко-дівчат родини Мінадзукі - Адзукі, Мейпл, Шінамон та Коконат - починають працювати в "Сонячній". Таким чином, "Patisserie La Soleil" перетворюється на досить незвичний заклад із неко-покоївками. Завдяки цьому кондитерська згодом набуває непоганої популярності серед мешканців міста та стає відома відвідувачам як "Котячий рай". Сюжет цієї частини серії новел, головним чином, будується на Адзукі й Коконат. У сестер іноді виникають розбіжності між собою, які в певних моментах призводять до досить серйозних суперечок, моральних і навіть фізичних конфліктів. А Чоколі й Ваніллі належить проходження перездачі випробування з метою додаткової перевірки та профілактики недоліків на іспиті на отримання дзвіночків, оскільки в людському суспільстві є природна властивість - мінливість роду з кожним поколінням.

### Vol. 3
Кондитерська "Сонячна" продовжує набирати постійну аудиторію відвідувачів серед міських жителів. З кожним днем покупців стає дедалі більше, а деякі фанати приїжджають з інших міст і навіть інших країн, щоб особисто познайомитися з неко та до того ж скуштувати десерти й солодощі, приготовані особисто Кашьо. Розповідь у рамках 3-ї частини присвячена насамперед Шінамон та Мейпл, які намагаються спільно здійснити мрію останньої. Плюс до цього, набагато пізніше по ходу сюжетної історії з'являється Сатоко - давня знайома Кашьо, з якою він навчався в одному коледжі, що попросить допомогти з організацією святкового вечора з нагоди успішного здавання великого проєкту в чималовідомій компанії.

### Extra
Сюжет новели відбувається за 4-6 місяців до відкриття кондитерської "Сонячна", де пізніше всі неко почнуть працювати разом зі своїми господарями Кашьо та Шіґуре. Основна частина розкривається за сюжетною лінією впродовж того періоду, коли Чокола й Ванілла, тоді ще кошенята, вперше з'явилися в Резиденції Мінадзукі, пробували поступово ставати відкритими для спілкування з іншими сестричками і звикати, таким чином, до нових сімейних обставин. Також ця частина розповідає про пригоди й ситуації, що трапляються у всіх неко сім'ї - Адзукі та Коконат, Мейпл та Шінамон, і їх господині Шіґуре.

### Vol. 4
Незважаючи на достатню популярність кондитерської "La Soleil", батько Кашьо продовжує стояти на несхваленні вибору його сина. Бачачи занепокоєння свого улюбленого брата, Шіґуре пропонує розвіятися на гарячих джерелах. Адзукі та Коконат заохочують рішучість свого господаря протистояти батьковій упертості, а завдяки Мейпл і Шінамон Кашьо наважується злітати на кілька днів до Франції, щоб там порадитися зі своєю наставницею, яка навчала його кондитерської справи. Не стримуючись, Шіґуре йде шляхом свого братика. Уже у відльоті Кашьо доведеться пережити, ймовірно, найважливіше випробування за все його життя і свою кар'єру, а також побачитися з абсолютно малознайомою неко.

## Персонажі

### Сім'я Мінадзукі
- Кашьо Мінадзукі (яп. 水無月 嘉祥, Мінадзукі Кашьо:, в імені мож. каламбур зі словом «кеш'ю») — головний герой NekoPara, 2-ий господар кішечок Мінадзукі, талановитий кондитер та загалом хороший кухар. Будучи сином відомої сім'ї японських кондитерів, у якій свято дотримуються традицій, Кашьо виховувався з усією суворістю. Він з дитинства мав вчитися готувати традиційні японські солодощі, щоб згодом перейняти справу своїх батьків. Тому більшу частину часу хлопець проводив саме на кухні, вдосконалюючи свої навички. Однак надалі, Кашьо вирішує піти власним шляхом і відкрити свою кондитерську. У сім'ї за це Кашьо зазнав жорсткої критики від батька та через це вирішив виїхати з дому. Переїхавши до великого міста, він відкриває кондитерську в західному стилі під назвою "Patisserie La Soleil", на 2-му поверсі якої облаштовує житлову зону. Пізніше Кашьо розуміє, що чинить доволі егоїстично щодо своєї сім'ї, тож приймає допомогу молодшої сестри та неко-дівчат. Під час історії піклується й всіляко допомагає всім своїм неко-дівчатам, дуже любить і дорожить ними. Після закінчення історії отримує батьківське схвалення та прагне розвиватися далі, йдучи власним шляхом кондитера.

За кілька місяців до основної історії NekoPara, в один із дощових осінніх днів, Кашьо й Шіґуре знайшли біля храму коробку з маленькими Чоколою й Ваніллою та забрали їх до себе додому. Уже вдома Кашьо взяв на себе відповідальність за їхнє пристосування до життя в новому місці, а коли їм стало зле вночі - за їхнє лікування, відвізши наступного дня кошенят до лікарні. Відтоді між неко-дівчатами та їхнім новим господарем утворився міцний сімейно-любовний зв'язок. Кашьо пообіцяв, що ніколи не кине Чоколу й Ваніллу, як їхні попередні господарі.
Вік: близько 22-ох ~ 25-ти років.
- Шіґуре Мінадзукі (яп. 水無月 時雨, Мінадзукі Шіґуре, в імені мож. каламбур зі словом «sugary» (цукровий)) — молодша сестра Кашьо, головна героїня NekoPara Vol. 4. Перша господиня неко-дівчат сім'ї Мінадзукі, яких ростила й виховувала. Допомагала Кашьо з відкриттям його кондитерської. Має т. зв. "комплекс брату", завжди підтримує свого братика, буквально обожнює його. Іноді через комплекс виходить з-під контролю від перезбудження. У дівчини є великий талант до бізнесу. Вона веде свій блог про сестер-неко та згодом про "La Soleil", займається рекламою кондитерської, а також обслуговує нею ж створений веб-сайт для замовлення десертів через Інтернет. Щоб відповідати зовнішньому вигляду інших працівниць "Сонячної", разом із формою носить накладні котячі вуха та хвіст. Прагне виконання своєї давньої мрії, яка полягає в тому, щоб в один прекрасний момент "Patisserie La Soleil" стала нарівні, а згодом і почала домінувати в списку найвідоміших та найуславленіших кондитерських на планеті. Шіґуре сприяла зближенню Кашьо й неко, щоб у такий спосіб висловити братові свою любов. Разом із батьками та зі своїми неко (за винятком Чоколи та Ванілли, які проживають у Кашьо на 2-му поверсі будівлі кондитерської) мешкає в сімейній Резиденції Мінадзукі.

Вік: близько 12~14 років.
- Сухама Мінадзукі (яп. 水無月 須浜, Мінадзукі Сухама) — батько Кашьо та Шіґуре, чоловік Аваюкі. Упертий, похмурий й суворий чоловік консервативних поглядів, талановитий кондитер, який майстерно справляється з приготуванням як японських, так і західних солодощів. Є 30-им главою кондитерської династії Мінадзукі. Вважає, що Кашьо так і не подорослішав за роки навчання у Франції, та що його солодощам "бракує душі", оскільки він у всьому прагне наслідувати Беньє - свою матір. Насправді ж він просто не бажає, щоб його син скотився до бездарного шефа та розвивався далі, знайшовши свій власний шлях. Досі пам'ятає смак солодощів своєї матері, яку в дитинстві лагідно називав "сонечком" (звідси пізніше й пішла назва "La Soleil"). Був дуже пригнічений від'їздом матері в дитинстві, але подорослішавши й перейнявши сімейну справу, зрозумів, що вона не могла вчинити інакше. З огляду на свій характер особливо багато чого не говорить і не показує оточуючим, але останній торт Кашьо, приготований на Різдво, змусив його заплакати, бо він поєднував як смак західних тортів його матері, так і японських солодощів, готувати які він навчив сина. З'являється як персонаж у Vol. 4.
- Аваюкі Мінадзукі (яп. 水無月 淡雪, Мінадзукі Аваюкі) — мати Кашьо й Шіґуре, дружина й подруга дитинства Сухами. Жінка з добрим люблячим серцем, дуже схожа на свою доньку як зовні, так і характером, але, на відміну від неї, більш спокійна. Була дуже рада тому, що Кашьо повернувся додому на її день народження, а згодом і на Різдво. Підтримує сина в його прагненнях. З'являється як персонаж у Vol. 4.
- Чокола (яп. ショコラ, Сьокора, в імені каламбур зі словом «шоколад») Чокола Мінадзукі (яп. 水無月 ショコラ, Мінадзукі Сьокора) — головна героїня NekoPara Vol. 1 (2014) та Vol. 4 (2020), неко змішаної породи. Молодша сестра Адзукі, Мейпл, Шінамон, Коконат та старша сестра-близнючка Ванілли. За життя доброзичлива, весела, енергійна дівчина. Віддає перевагу спочатку діяти, а потім думати. Обожнює солодощі, але не любить вести конфлікти. Не дуже добре читає та не може правильно справлятися зі складними речами: часто в них помиляється, але поступово на цих помилках вчиться. Насилу складає іспит на самостійність і отримує посріблений дзвіночок. Любить Кашьо (Господаря, як вона його кличе) та має сильне почуття прихильності до нього з самого дитинства. Одного разу, коли Кашьо досить сильно перевтомився на роботі, Чокола й Ванілла робили все можливе, щоб йому стало краще. По ходу історії стає коханкою Кашьо. На 2-му поверсі кондитерської має спільну з сестрою кімнату, облаштовану Шіґуре.

Вік: 9 місяців (на початку історії).
Дзвіночок: посріблений.
- Ванілла (яп. バニラ, Баніра) Ванілла Мінадзукі (яп. 水無月 バニラ, Мінадзукі Баніра) — головна героїня NekoPara Vol. 1 (2014) та Vol. 4 (2020), неко змішаної породи. Молодша сестра-близнючка Чоколи. На відміну від неї, стриманіша, стійкіша та часто замислена дівчина. Любить спати. Їй до душі відпускати досить колючі жарти, а особливо на адресу свого господаря. При вирішенні проблем робить ставку на розумову роботу. Любить свою сестру, намагається скрізь бути разом із нею. У "La Soleil" Ванілла разом із Чоколою вітає гостей, пропонуючи їм меню, приймає замовлення, займається планами доставок додому, а також господарською діяльністю на кшталт прибирання та сортування. Майже без труднощів склавши іспит на самостійність, отримує позолочений дзвіночок. Завдяки Кашьо має деякі пізнання в кондитерській справі. Ревнує господаря до клієнток, які надто симпатизують йому (бо вважає, що в нього вже є його ж коханки), тож інколи називає Кашьо "хтивим тістомісом". З дитинства любить та цінує свого господаря, завжди прагне допомогти і підтримати його. По ходу історії стає коханкою Кашьо.

Вік: 9 місяців (на початку історії).
Дзвіночок: позолочений.
- Коконат (яп. ココナツ, Коконацу, «кокос», мається на увазі «кокосове молоко») Коконат Мінадзукі (яп. 水無月 ココナツ, Мінадзукі Коконацу) — головна героїня NekoPara Vol. 2 (2016) та Vol. 4 (2020), неко породи мейн-кун. Носить посріблений дзвіночок. До появи Чоколи й Ванілли була наймолодшою неко в родині Мінадзукі. Вона набагато більша за своїх сестер за рахунок того, що, наприклад, любить багато поїсти. Іноді це грає їй на руку, адже вона хороша в перенесенні великих вантажів. Незнайомому (поглиблено) із серією читачеві на перший погляд Коконат може здатися зрілою й серйозною дівчиною, але насправді вона незграбна, проявляє низьку самооцінку та взагалі вважає себе марною. Її горезвісна "зрілість" є лише наслідуванням її справжнього характеру: їй завжди хотілося здаватися дорослішою, щоб не бути тягарем по відношенню до решти сестер. А її невпевненість у собі є наслідком прагнення виставити себе за іншу. Тоді Кашьо порадив їй насамперед бути собою, а не лише наслідувати інших, та допоміг повірити в себе. Завдяки господареві Коконат вдається налагодити стосунки з Адзукі. Згодом любовно зближується з Кашьо, стаючи його 3-ю коханкою.

Вік: 1 рік (на початку історії).
Дзвіночок: посріблений.
- Адзукі (яп. アズキ, Адзукі, «адзукі», мається на увазі «паста адзукі») Адзукі Мінадзукі (яп. 水無月 アズキ, Мінадзукі Адзукі) — головна героїня NekoPara Vol. 2 (2016) та Vol. 4 (2020), неко породи манчкін. Найстарша з неко сім'ї Мінадзукі, чого не помітно вперше за її зовнішнім виглядом. Має комплекс роздратування щодо свого зросту, зокрема не любить, коли її називають коротуном. Егоїстична, гостра на язик, запальна, в інших випадках може довести справу до власної грубості. Але, тим не менш, як старша, вона любить і намагається піклуватися про всіх своїх молодших сестер, турбується за них, а особливо за Коконат. Завжди сповнена енергії, Адзукі цілком впевнена в тому, що зможе впоратися абсолютно з усім. Також, як старша неко, вона здатна добре справлятися з персоналом кафе. У Адзукі чудова пам'ять, завдяки якій вона виявила бажання проявити талант до кондитерської справи. Оскільки вона легко запам'ятовує процес приготування десертів, то господар береться її навчати. Надалі Адзукі починає допомагати Кашьо. Натомість їй вдається порозумітися вже з Коконат та надати останній впевненості в собі. Пізніше зближується з Кашьо і стає його 4-ю коханкою.

Вік: 3 роки (на початку історії).
Дзвіночок: позолочений.
- Шінамон (яп. シナモン, Сінамон, «кориця») / Шінамон Мінадзукі (яп. 水無月 シナモン, Мінадзукі Сінамон) — головна героїня NekoPara Vol. 3 (2017) та Vol. 4 (2020), неко породи шотландська висловуха. Третя за старшинством неко в родині Мінадзукі. Носить при собі посріблений дзвіночок. За характером дуже турботлива, прониклива і завжди усміхнена неко. До інших сестричок ставиться наче мама, завжди і скрізь прагнучи подбати про них. Попри це, має замашки мазохістки та збоченки, з дивною особливістю опошлити все, що завгодно. У "La Soleil" здебільшого працює на касі. У дитинстві була дуже сором'язливою, сором'язливою дівчинкою: так, потрапивши в дім сім'ї Мінадзукі, Шінамон тривалий час не могла ні з ким порозумітися, але, на щастя, старша сестричка Мейпл додала їй упевненості, та дівчата пообіцяли одна одній завжди йти пліч-о-пліч. Відтоді дуже любить Мейпл і вважає її своєю найкращою подругою. Але, нагадавши Мейпл про її дитячу мрію - стати співачкою, зрештою лише засмучує останню. Через деякий час, коли Мейпл все-таки починає намагатися втілити в життя свою мрію, Шінамон, раптово забувши про цю обіцянку, намагається від неї відсторонитися, думаючи, що так вона буде тільки заважати своїй подружці. Кашьо ж, вважаючи цей підхід неправильним, допомагає обом вирішити це непорозуміння. Трохи згодом господар купує Шінамон синтезатор до акомпанементу Мейпл, та вони починають разом займатися музикою. Шінамон спочатку була не проти стати коханкою Кашьо й іноді піддражнювала його з цього приводу. Згодом, проводячи з хлопцем більше часу в любовних стосунках, зрештою закохується в нього.

Вік: 2 роки (на початку історії).
Дзвіночок: посріблений.
- Мейпл (яп. メイプル, Мейпуру, «клен» або «кленовий сироп») / Мейпл Мінадзукі (яп. 水無月 メイプル, Мінадзукі Мейпуру) — головна героїня NekoPara Vol. 3 (2017) і Vol. 4 (2020), неко породи американський керл. Друга за старшинством (після Адзукі) неко в родині Мінадзукі. Носить позолочений дзвіночок. За характером горда й наполеглива, водночас обережна, любляча діяти і підтримувати чітке мовлення; подібно до Адзукі, доволі егоїстична, але по-своєму турботлива. Любить чай Ерл Грей. Боїться темряви. Чутлива до температури, тому не може ні їсти, ні пити будь-що гаряче. У "Сонячній" переважно займається чаєм. Незважаючи на, здавалося б, доволі холодне ставлення до Шінамон, головним чином, через її збоченості, Мейпл дуже любить її та сильно до неї прив'язана. З дитинства вміє співати, а одного разу мріяла стати співачкою, але згодом вирішила відмовитися від цього, вважаючи, що її не сприймуть всерйоз через те, що вона неко. Проте, завдяки Шінамон та Кашьо Мейпл розуміє, що потрібно робити те, що подобається, вкладаючи в це душу та, при цьому, не звертаючи уваги на думку інших з приводу несерйозності співаючої неко. За прикладом господаря, Мейпл починає йти до своєї мрії. Зрештою Кашьо купує їй гітару, і вона починає займатися. Разом із Кашьо та іншими була запрошена знайомою господаря, Сатоко, на вечірку для працівників на кораблі з нагоди успішного складання великого проєкту. Але, дізнавшись про прохання Сатоко заспівати там, Мейпл сильно хвилюється і мало не відмовляється від шансу виступити разом із сестрою. Але Кашьо і Шінамон не дозволяють Мейпл все кинути, тим більше, після її старань. Так, набравшись упевненості, обидві сестри починають посилену підготовку до цього заходу. Після довгих роздумів, чим же порадувати гостей, серед яких будуть, зокрема, й іноземці, неко обирають пісню Grandfather's Clock[en] Генрі К. Ворка (1876). Після успішного виступу Мейпл та Шінамон не змогли стримати сліз радості. Спочатку Мейпл не мала любовного інтересу до Кашьо, аргументуючи це тим, що романтика - це взагалі не для неї, "та й тим паче в Кашьо й так вистачає партнерок". Однак поступово, зближуючись із Кашьо, закохується в нього.

Вік: 2 роки (на початку історії).
Дзвіночок: позолочений.

### Інші персонажі
- Мілк (яп. ミルク, Міруку, «молоко») — мила й доброзичлива неко, що належить власниці кіоску з такоякі. Одного разу Коконат рятує її від потрапляння під машину. Неко сім'ї Мінадзукі швидко з нею подружилися. Будучи кошеням, з'являється кілька разів у серії. У NekoPara Vol. 4 з'являється вже подорослішала Мілк.

Вік: 6-7 місяців (Vol. 1 / 2); 1 рік (Vol. 4).
Дзвіночок: немає (Vol. 1 / 2); бронзовий (Vol. 4).
- Сатоко (яп. 渡子, Сатоко) — однокурсниця Кашьо по коледжу, є співробітницею великої компанії. Щоб відзначити успішну здачу проєкту, вона хоче організувати зустріч у ресторані на теплоході для безлічі впливових людей і співробітників. Тому вона запрошує весь персонал "La Soleil" і просить Кашьо приготувати його найкращі десерти. Для Кашьо це буде чудова можливість показати свій професіоналізм. Також, дізнавшись про вокальні здібності Мейпл, вона просить її та Шінамон виступити на урочистій зустрічі з піснею. З'являється в Vol. 3.
- Фрейз (яп. フレーズ, Фуре:дзу) — другорядна героїня NekoPara Vol. 4 (2020), а також одна з головних героїнь "NekoParaiten!". Неко породи перська шиншила. Носить позолочений дзвіночок. Талановита молода неко з Франції. Добра, довірлива, але при цьому сором'язлива і не впевнена у своїй істинній винахідливості. Вік її невідомий (за єдиним винятком, яким є фраза Кашьо з Vol. 4: "Фрейз досить кваліфікована. Мабуть, вона ровесниця Чоколи").

Вік: невідомий.
Дзвіночок: позолочений.
- Бейнет (яп. ベニエ, Беніе) — наставниця Кашьо, що спеціалізується на приготуванні західних солодощів. Є бабусею Кашьо й Шіґуре по батьківській лінії, а також господинею Фрейз. Володіє оригінальною "Patisserie La Soleil" у Франції (у Vol. 4). Надихнувшись бабусиним досвідом, Кашьо вирішив піти її стопами та відкрити свою кондитерську, що не обрадувало його батька. Під час поїздки до Японії познайомилася з дідусем Кашьо, на той момент 29-им главою династії Мінадзукі, та закохалася в нього. Надалі у них на світ з'явився син Сухама, але через те, що її рідний брат помер, їй довелося покинути все і повернутися до Франції, щоб продовжити сімейну справу та розібратися з іншими проблемами. Згодом дуже шкодує про те, що не брала участі в грамотному вихованні сина, а також не змогла провести чоловіка в останній шлях. З'являється як персонаж у Vol. 4.

### ПерсонажіNekoParaiten!
- Фінансьє (яп. フィナンシェ, Фінансє, «фінансьє«)

Вік: невідомий.
Дзвіночок: позолочений.
- Шарлотта (яп. シャーロット, Ся:ротто, мається на увазі «шарлотка»)

Вік: невідомий.
Дзвіночок: позолочений
- Брауні (яп. ブラウニー, Бурауні:, «брауні»)

Вік: невідомий.
Дзвіночок: позолочений
- Лікоріш (яп. リコリス, Рікорісу, «локриця»)

Вік: невідомий.
Дзвіночок: посріблений.
- Сесаме (яп. 胡麻, Сесаме, «кунжут»)

Вік: невідомий.
Дзвіночок: немає
- Акі (яп. アキー, Акі:, «акі»)

Вік: невідомий
Дзвіночок: посріблений
- Юдзуха (яп. ゆずは, Юдзуха, «булочка»)

Вік: невідомий
Дзвіночок: немає
- Мікан (яп. 結城, Мікан, «мандарин»)

Вік: невідомий
Дзвіночок: немає.
- Лічі (яп. ライチ, Райті, «лічі»)

Вік: невідомий.
Дзвіночок: посріблений.
- Фенлі (яп. フォンリー, Фонрі:, «фенлісу»)

Вік: невідомий.
Дзвіночок: позолочений.

## Розробка
Візуальні новели серії NekoPara засновані на еротичних додзінсі "Neko Paradise" японської художниці китайського походження Цао Лу під псевдонімом Sayori (яп. さより, Сайорі). Зібравши додзін-гурток NEKO WORKs, вона випускає на Comiket 87, що проходив з 28 до 30 грудня 2014 р., NekoPara Vol.1, яка поклала початок популярній франшизі. Спочатку проект не пропонувався до перекладу іншими мовами, за винятком японської; проте американський видавець Sekai Project, який випустив раніше в тому ж 2014 році візуальну новелу Sakura Spirit (яка здобула відмінну популярність у Steam), прийняв пропозицію щодо перекладу NekoPara Vol. 1 англійською мовою та подальшого її випуску в магазині Valve. У Greenlight новелою зацікавилися користувачі, давши їй 21 листопада 2014 р. "зелене світло", і завдяки цьому було прийнято рішення про офіційний випуск гри.
Інші арт-роботи Сайорі присвячені візуальним новелам, ероґе, аніме та іграм. На думку любителів, роботи Цао вирізняються з-поміж інших подібних робіт своїм промальовуванням, стилем, тонкістю й незвичайними образами, а особливо у вузьких колах стали відомі її роботи з неко Чоколою й Ваніллою - маскотами NEKO WORKs, що вперше з'явилися у травні 2008 року. Але крім них, серед її артов є персонажі інших творів, наприклад з Touhou, Kantai Collection, Mahou Shoujo ☆ Madoka Magica, Muv-Luv, Alice in Wonderland та інших. Чокола й Ванілла стали дуже популярними серед персонажів авторки, а незадовго до виходу NekoPara Vol. 1 у грудні 2014 року популярність почали набирати й інші, нові оригінальні персонажі Цао: Мейпл, Шінамон, Адзукі, Коконат та Шіґуре.

### Основна серія
Серія NekoPara поширюється у двох версіях. У звичайній (18+) версії присутні відверті сексуальні сцени і нагота. В AllAges-версії, наявній в магазині Steam, будь-який сексуальний контент вирізаний самим видавцем. NekoPara Vol. 0 та Extra виходили з рейтингом 15+ і AllAges.
У консольних версіях NekoPara Vol. 1-3 з'явилися нові початкові заставки (опенінги), було помітно поліпшено анімацію персонажів, замість відвертих сцен було додано нові повністю озвучені моменти та нові ілюстрації. Також у вигляді бонусних глав (Extra Story) до консольних версій Vol. 1 було включено NekoPara Vol. 0, а в Vol. 2 — NekoPara Extra.
18 грудня 2018 року в зв'язку зі зміною політики Valve щодо ігор для дорослих до Steam-версій Vol. 1-3 були випущені DLC, що додають в гру 18+ контент.
NekoPara Vol.1: Soleil Kaiten Shimashita! (яп. ネコぱら Vol.1 ソレイユ開店しました！, Некопара борю:му ван Сорею кайтен шімашіта!, NekoPara Vol.1: La Soleil is now open!) — 1-ша гра у франшизі, а також 1-ша в основній серії. NekoPara Vol. 1 з'явилася в Steam Greenlight 11 листопада 2014 року, де й отримала "зелене світло". AllAges-версія була випущена в Steam 29 грудня 2014 року. Звичайна (Adult) версія була випущена наступного дня, 30 грудня 2014 року. На Nintendo Switch NekoPara Vol. 1 вийшла 4 липня 2018 року, версія для PlayStation 4 вийшла 6 листопада 2018 року.
NekoPara Vol.0: Minazuki Neko-tachi no Nichijou! (яп. ネコぱら Vol.0 水無月ネコたちの日常！, Некопара борю:му дзеро Мінадзукі неко-тачі но нітідзьо: !, NekoPara Vol.0: The Daily Life of the Minaduki Catgirls!) — 2-а гра у франшизі та 2-а в основній серії. Передісторія Vol. 1; вважається 1-им фан-диском до неї, що вийшов 17 серпня 2015 року.
NekoPara Vol.2: Shimai Neko no Sucre (яп. ネコぱら Vol.2 姉妹ネコのシュクレ, Некопара борю:му цу: Шімай неко но шюкуре, NekoPara Vol.2: Des soeurs filles-chat très gentilles) — 3-тя гра у франшизі та 3-тя в основній серії, продовження Vol. 1. AllAges та звичайна версії були випущені 19 лютого 2016 року. На Nintendo Switch і PlayStation 4 вийшла 14 лютого 2019 року.
NekoPara Vol.3: Neko-tachi no Aromatize (яп. ネコぱら Vol.3 ネコたちのアロマティゼ, Некопара борю:му сурі: Неко-тачі но Ароматідзе, NekoPara Vol.3: Aromatiser des filles-chats) — 5-та (після NEKOPALIVE) гра у франшизі та 4-та в основній серії, продовження Vol. 2. AllAges і звичайна версії гри були випущені 25 травня 2017 року. На Nintendo Switch та PlayStation 4 вийшла 27 червня 2019 року.
NekoPara Extra: Koneko no Hi no Yakusoku (яп. ネコぱらExtra 仔ネコの日の約束, Некопара екусітора Конеко но Хі но Якусоку, NekoPara Extra: The Kittens' First Promise) — 2-й фан-диск, що вийшов разом з однойменною OVA. 6-а гра у франшизі, а також 5-а в основній серії. Передісторія Vol. 0. Вийшла 27 липня 2018 року.
NekoPara Vol.4: Neko to Patisserie no Noel (яп. ネコぱら Vol.4 ネコとパティシエのノエル, Некопара Борю:му Фо: Неко то Патісіе но Ноеру, NekoPara Vol.4: Noёl avec les filles-chat et Patissier) — 7-а гра у франшизі та 6-а гра в основній серії, продовження Vol. 3. Була анонсована 25 травня 2017 року. У червні 2019 року стало відомо її офіційну назву. Випущена 26 листопада 2020 року в Steam та 27 листопада 2020 року в Японії. На PlayStation 4 та Nintendo Switch гра вийшла 22 грудня 2020 року.
NekoPara -Catboys Paradise (яп. ネコぱら -catboys paradise-, Некопара Катубойсу парадайсу)
8-ма гра у франшизі та 7-ма гра в основній серії. Вийшла в Steam 15 липня 2021 року.

### Спін-оффи
NEKOPALIVE (яп. ネコぱらいぶ☆, Некопарайбу☆) або NekoPara☆Live
Безкоштовний музичний 3D-застосунок спін-офф з підтриманням віртуальної реальності, розроблений на Unreal Engine 4. Вийшов у Steam 31 травня 2016 року. Являє собою „живий“ виступ Адзукі та Коконат.

## Геймплей
Як і у всіх візуальних новелах, геймплей в NekoPara складається з читання тексту. Основну частину дій гравця складають натискання клавіші миші або клавіатури для переходу до наступних частин тексту, що відображається і сцен, що супроводжуються фоновою музикою і графікою. Є режим, що дозволяє робити переходи автоматичними. NekoPara — кінетична новела, а отже в ній не надається сюжетних розвилок протягом гри. Персонажі серії повністю озвучені (всі, за винятком головного героя). Репліку персонажа можна прослухати повторно. З Vol. 3 і в наступних перевиданнях Vol. 1 / 2 і т. д. можна повертатися до раніше пройдених сцен. Персонажі мають анімовані спрайти, завдяки „E-mote“ — системі, створеній японською компанією M2 Co., Ltd і призначеній для створення анімації у візуальних новелах. Серія NekoPara розроблена з використанням даної системи на модифікованому рушії KiriKiri Z для анімації спрайтів персонажів. У Vol. 0 було додано функцію „Petting mode“ (іконка з долонею), активувавши яку, гравець може натиснути на спрайт персонажа, щоб погладити його (додана у Vol. 2 і т. д. і в наступних перевиданнях). Вони будуть реагувати по-різному залежно від того, де гравець їх торкається. Функція „Chest bounciness“ визначає чутливість фізики грудей в русі у спрайтів персонажів. При натисканні клавіші „P“ всі персонажі на екрані почнуть „підстрибувати“ — це є своєрідною пасхалкою в серії, аналогічний ефект буде і при перетягуванні вікна гри, запущеної у віконному режимі.

## Музика
Музичні теми „NekoPara Vol. 1“
Початкова тема (PC)
«Taiyou Paradise» (яп. タイヨウパラダイス, Таїйо Парадайсу, Sunny Paradise)
Виконавець: nao.
Початкова тема (Switch / PS4)
«Koi Suru FLAVOUR» (яп. 恋するFLAVOUR, Кой Суру FLAVOUR)
Виконавець: Акі Місато.
Завершальна тема (PC / Switch / PS4)
«Nekomanma Biyori» (яп. ねこまんま日和, Некоманма Бійорі, Days of a Catgirl)
Виконавець: Харука Сімоцуке.
Музичні теми „NekoPara Vol. 2“
Початкова тема (PC)
«Dokidoki☆Kokoro☆Fureba» (яп. トキドキ☆ココロ☆フレーバ, Докідокі☆Кокоро☆Фуреба, Heart Pounding☆Heart☆Flavor) ☆フレーバ
Виконавець: Юі Сакакібара.
Початкова тема (Switch / PS4)
«Tokimeki☆Emotion» (яп. トキメキ☆Emotion, Токімекі☆Емошьон)
Виконавець: Міюкі Хасімото.
Завершальна тема (PC / Switch / PS4)
«100 Nyan Power de Yumegokoti» (яп. 100にゃんパワーで夢心地, Хяку Нян Пава Де Юмегокочі, 100% Meow Power Nyantasy) 心地
Виконавець: Юі Сакакібара.
Музичні теми „NekoPara Vol. 3“
Початкова тема (PC)
«Nekoichi» (яп. ネコイチ, Некоічі)
Виконавець: Duca.
Початкова тема (Switch / PS4)My Dearest.
Виконавець: Саяка Сасакі.
Завершальна тема
「Growing」.
Виконавець: Duca.
Insert songMy Grandfather's Clock: Виконавець: Юі Огура.
Музичні теми „NekoPara Vol. 4“
Початкова тема (PC / Switch / PS4)
"SWEETxSWEET"
Виконавець: KOTOKO.
Завершальна тема
"NEGAIGOTO".
Виконавець: KOTOKO.

## Сприйняття
Hardcore Gamer дав NekoPara Vol. 1 позитивну оцінку, висловивши в своєму огляді, що „NekoPara — це легкий і милий візуальний роман, який сподобається любителям кішкодівчат.“, але зазначив, що „декого може збентежити сексуальний аспект сюжету“. Роберт Аллен з Tech-Gaming дав новелі 80 %, відзначивши що „…NekoPara“ "замуркає" вас надовго.". Сайт GAMERamble поставив NekoPara Vol. 2 оцінку 8.3 з 10. В огляді було сказано: «В цілому, гра відполірована, чудово анімована і дуже цікава.». Вільям Хедерлі з Oprainfall поставив грі 4 з 5. У своїй рецензії він говорить: «Це дуже добре зроблена візуальна новела, і я сподіваюся, що експозиція в Steam змусить багатьох людей стати шанувальниками жанру.».

### Продажі
Станом на травень 2016 року було продано більше 500 000 копій. До квітня 2017 року ця кількість подвоїлася, перевищивши мільйон копій. Рік по тому, в квітні 2018 року, було продано більше 2-х мільйонів копій.

## Адаптації

### OVA
У липні 2016 року, на фестивалі Anime Expo, Sekai Project оголосили про запуск кампанії на Kickstarter для збору коштів на створення аніме-адаптації NekoPara в форматі OVA. NekoPara OVA в плані сюжету буде ґрунтуватися на NekoPara Vol.1 з оригінальними сценами. Кампанія почалася 29 грудня 2016 року, в ході неї планувалося зібрати $100 000 і випустити 20-хвилинний епізод, а за кожні $100 000 понад зібраної суми збільшувати епізод на 10 хвилин, максимум становить $500 000 та повний метр. Всі, хто пожертвували, отримають бонуси. Однак пізніше було поставлено такі «планки»:
- $600 000: крім англійських в OVA додадуть російські, французькі, іспанські, корейські, німецькі та португальські субтитри;
- $800 000: у Steam вийде невелика візуальна новела, яка розповідає про час, коли Чокола, Ванілла та Коконат були кошенятами;
- $1 000 000: на цю візуальну новелу вийде власна аніме-адаптація.

20 січня 2017 року NEKO WORKs випустили на YouTube перше промо. Проект зі збору коштів закінчився 11 лютого 2017 року. Сума зібраних грошей склала $963 376, а з додаваннями від компанії Slacker Backer вийшло в цілому 10 502 спонсори та $1 049 552. Також в NekoPara OVA з'явилися нові оригінальні персонажі. Всі вони створені спеціально на замовлення тих, чий рівень пожертвування склав $9 000 і $10 000. Передбачалося, що NekoPara OVA буде випущена 26 грудня 2017 року, але через помилку з Tokyo Otaku Mode, які займаються обробкою винагород Kickstarter, деякі вже отримали свої нагороди за пожертви. У зв'язку з цим запуск цифрового релізу NekoPara OVA в Steam відбувся 22 грудня 2017 року. Друга OVA, NekoPara Extra OVA: The Kitten's First Promise вийшла в Steam разом з однойменною візуальною новелою 27 липня 2018 року.
Музичні теми «NekoPara OVA»
Початкова тема«Baby → Lady LOVE».
Виконавець: Ray.
Завершальна тема«▲ MEW ▲ △ MEW △ CAKE».
Виконавець: KOTOKO.
Музична тема «NekoPara Extra OVA»
Завершальна тема«Symphony».
Виконавець: Luce Twinkle Wink☆.

### Аніме-серіал
На Comiket 95 було оголошено, що адаптація за мотивами серії ігор NekoPara у вигляді аніме-серіалу знаходиться в розробці. Режисером аніме виступить Ясутака Ямамото, дизайнером персонажів Юіті Хірано, композитором Акіюкі Татеяма, за компонування серій відповідає Го Дзаппа. Першу серію серіалу вперше показали 6 липня 2019 року на Anime Expo 2019 в Лос-Анджелесі. Прем'єра серіалу на телебаченні відбулася 9 січня 2020 року на Tokyo MX. Funimation ліцензувала серіал для поширення в Північній Америці, на Британських островах і в Австралазії через FunimationNow, Wakanim і AnimeLab з англійським дубляжем. 12-серійне аніме виходило з 9 січня по 26 березня 2020 року. Серіал також випускається в 3-х томах BD: 1-й том вийшов 27 березня 2020 року, 2-й том - 29 травня 2020 року, 3-й том - 31 липня 2020 року. .
Музичні теми
Початкова тема«Shiny Happy Days».
Виконавець: Юкі Ягі, Іорі Саекі, Марін Мідзутані, Сіора Ідзава, Юрі Ногуті, Міку Іто.
Завершальна тема
«Hidamari no Kaori» (яп. 陽だまりの香り, Хідамарі но Каорі, The Scent of Sunshine).
Виконавець: Юкі Ягі, Іорі Саекі.

### Манґа
Манґа-адаптація NekoPara: Chocola & Vanilla, ілюстрована Tam-U, виходила в журналі Dengeki G's Comic видавництва ASCII Media Works з 30 травня 2018 року по 30 листопада 2018 року і налічує 6 глав, повністю том манґи вийшов у Японії 10 січня 2019 року. Під час «Anime Expo 2018», Sekai Project оголосили про плани випускати манґу англійською мовою в цифровому вигляді.